# Црква Светих Козме и Дамјана у Бубушинцу
Црква Светих Козме и Дамјана у Бубушинцу, насељеном месту на територији града Пожаревца припада Епархији браничевској Српске православне цркве.
Црква се налази на излазу из села, са десне стране пута Бубушинац — Маљуревац, позната по називу „Летњиковац”. Задужбина је брачног пара, Лазара и Јелене Карамарковић из Београда.

## Историјат
Црква посвећена Светим Врачевима почела је да се гради 1925. године, а завршена је и освештана 1936. године, од стране Епископа браничевског доктора Венијамина. Први свештеник који је служио при цркви био је Драгомир Милошевић из манастира Рукумије.

## Архитектура цркве
Храм је зидан од тврдог материјала у српско византијском стилу, у чијој је основи уписан крст. Грађевина се    завршава са два кубета, од којих је централно кубе високо 12m, са димензијама 14 x 8m, док је западно кубе нешто ниже и данас је ту звоник цркве. Кров цркве је на две воде, покривен је плехом, као и оба кубета на самом врху цркве су два већа крста. Зидови су обложени полукружним и кружним розетама, надвратници над прозорима како на кубету и звонику су полукружни, док су сви прозори на цркви правогаоног облика по висини и имају плитке рељефе.
Над улазним вратима је полукружни свод, у коме је смештена икона патрона цркве. А изнад ње је велика розета кружног облика са украсима пластике. Цркви је споља урађена фасада са украшеном белом пластиком. Црква сада има једно звоно, које је оштећено, дар је задужбинара цркве. Олтар је одвојен дрвеним иконостасом у дуборезу, непознатог аутора. Иконе високе  уметничке вредности, на самом иконостасу, поређане су у три нивоа и рад су академског сликара Колесникова. Икона „Тајна Вечера” је излагана на изложби у Паризу. Два кандила на иконостасу су првобитна од настанка цркве, а треће  је новијег доба.
Црква има своја два Антимиса, стари који датира од освећења цркве који се чува у олтару и нови који је из 1999. године, освештао га је епископ Игнатије. Плаштаница у цркви, која се чува у посебно обрађеном од дрвета столу, је из 1937. године и стоји одмах са десне стране од улаза у цркву. На њој  пише текст следеће садржине: „Плаштаница на дар цркви Летњиковачко у Бубушинцу поклања Живан Стевановић и жена Синђа са децом за  здравље и спасење своје душе и за покој душе деди Стевану, и оцу Михајлу и свим мртвима 1937.г”.